# Voganj
Voganj (en serbe cyrillique : Вогањ) est une localité de Serbie située dans la province autonome de Voïvodine. Elle fait partie de la municipalité de Ruma dans le district de Syrmie (Srem). Au recensement de 2011, elle comptait 1 506 habitants.
Voganj, officiellement classé parmi les villages de Serbie, est une communauté locale, c'est-à-dire une subdivision administrative, de la municipalité de Ruma.

## Géographie

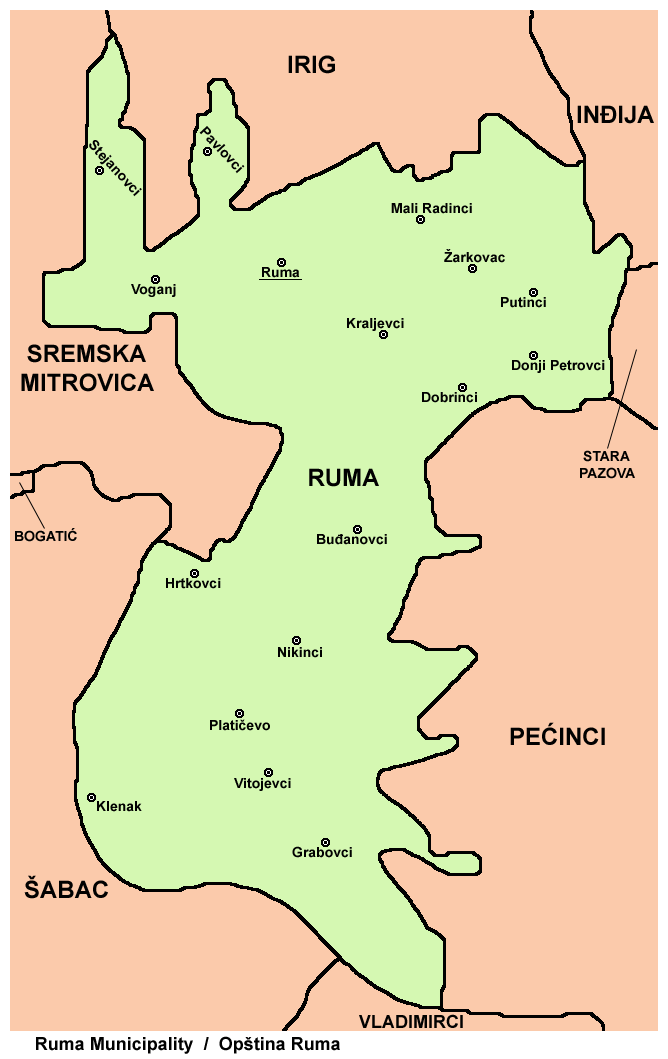
Localisation de Voganj dans la municipalité de Ruma

Voganj se trouve dans la région de Syrmie, au pied du versant méridional du massif de la Fruška gora. Le village est situé sur la route régionale R-106 qui relie Ruma à Veliki Radinci.

## Histoire
En 1807, Voganj fut le centre d'une révolte paysanne connue sous le nom de révolte de Tican ; elle avait pour cause les mauvais traitements infligés aux paysans sans terre par le baron Karlo Pejacević, propriétaire du domaine de Ruma, et par ses hommes ; la révolte fut écrasée dans le sang et son chef, Teodor Avramović-Tican, subit le supplice de la roue.

## Démographie

### Évolution historique de la population
| 1948  | 1953  | 1961  | 1971  | 1981  | 1991  | 2002  | 2011  |
| ----- | ----- | ----- | ----- | ----- | ----- | ----- | ----- |
| 1 424 | 1 558 | 1 687 | 1 692 | 1 728 | 1 628 | 1 614 | 1 506 |

|  |

### Données de 2002
Pyramide des âges (2002)
En 2002, l'âge moyen de la population était de 39,7 ans pour les hommes et 41,5 ans pour les femmes.
Répartition de la population par nationalités (2002)
En 2002, les Serbes représentaient 87,5 % de la population ; le village abritait notamment des minorités hongroises (4,7 %) et croates (1,5 %).

### Données de 2011
En 2011, l'âge moyen de la population était de 43,3 ans, 42,1 ans pour les hommes et 44,5 ans pour les femmes.

## Sport
Le village possède un club de football, le FK Sloga Voganj, fondé en 1926.

## Économie
Voganj est le siège de la société BB Elektronik qui fabrique des batteries.

## Tourisme
L'église Saint-Nicolas de Voganj a été construite entre 1740 et 1760 ; elle est inscrite sur la liste des monuments culturels de grande importance de la république de Serbie.